# Sergey Lovachov
Sergey Lovachov (né le 18 mai 1959 à Petrovsk-Zabaïkalski) est un athlète ouzbek ayant concouru pour l'Union soviétique dans les années 1980. Spécialiste du 400 mètres, il a remporté la médaille d'or du relais 4 × 400 mètres lors des Championnats du monde d'athlétisme 1983 d'Helsinki aux côtés de Aleksandr Troshchilo, Nikolay Chernetsky et Viktor Markin, devançant avec le temps de 3 min 0 s 79, la République fédérale d'Allemagne et le Royaume-Uni. Il remporte également le relais 4 x 400 avec l'équipe soviétique lors des Jeux de l'Amitié de 1984.
Sur 400 m, son record personnel, également record national, est de 45 s 37, réalisé le 22 juin 1984 lors du meeting de Kiev.

## Palmarès
- Championnats du monde d'athlétisme 1983 d'Helsinki :
  -  Médaille d'or du relais 4 × 400 mètres